# Museo Arqueológico de Linares
El Museo Arqueológico de Linares es un museo dedicado al estudio de piezas de arqueología procedentes del yacimiento de Cástulo, antigua ciudad iberorromana, capital de la Oretania, ubicada en el actual término municipal de Linares, en la provincia de Jaén, España. 

## Historia
La sede del museo se localiza en el barrio antiguo de Linares, en la casa del Torreón, antigua fábrica del siglo XVII que perteneció a la familia Dávalos. En los primeros años estuvo instalado en los locales del Instituto de Segunda Enseñanza y después en la antigua Casa de Socorro, hasta que el 23 de septiembre de 1983 se inauguró el edificio actual. La creación del museo se debió a Rafael Contreras de la Paz que planteó la necesidad de crear un museo en que se recogieran, conservaran, investigaran y mostraran los elementos arqueológicos procedentes de la comarca, dispersos en colecciones particulares. Fue declarado oficialmente Museo local en 1957 por el Ministerio de Educación y Monumento Histórico Artístico Nacional en 1962.
El museo consta de tres plantas con salas de exposición. Hay una sala destinada a la exposición de materiales de minería y construcción, otra de epigrafía y una entreplanta con una exposición permanente sobre los íberos, además de salón de actos, biblioteca pública y seminario de investigación.
De entre las colecciones cabe destacar las inscripciones de época imperial, así como la famosa Patena de Cástulo, representación de Jesucristo en una patena de cristal del siglo IV.Se han incorporado recientemente nuevos descubrimientos, como el llamado León de Cástulo, un relieve en la muralla de la ciudad.